# Skålaspen
Skålaspen är en sjö i Rättviks kommun i Dalarna och ingår i Dalälvens huvudavrinningsområde. Sjön har en area på 0,841 kvadratkilometer och ligger 242 meter över havet. Sjön avvattnas av vattendraget Oxnäsån.

## Delavrinningsområde
Skålaspen ingår i det delavrinningsområde (679250-148711) som SMHI kallar för Utloppet av Skålaspen. Medelhöjden är 271 meter över havet och ytan är 6,07 kvadratkilometer. Räknas de 11 avrinningsområdena uppströms in blir den ackumulerade arean 98,78 kvadratkilometer. Oxnäsån som avvattnar avrinningsområdet har biflödesordning 3, vilket innebär att vattnet flödar genom totalt 3 vattendrag innan det når havet efter 311 kilometer. Avrinningsområdet består mestadels av skog (79 procent). Avrinningsområdet har 0,84 kvadratkilometer vattenytor vilket ger det en sjöprocent på 13,9 procent.